# Boone, North Carolina
Boone är administrativ huvudort i Watauga County i North Carolina. Orten har fått sitt namn efter Daniel Boone som var en berömd nybyggare. Boone hade 17 122 invånare enligt 2010 års folkräkning.

## Kända personer från Boone
- James Holshouser, politiker